# C/2022 E3 (ZTF)
C/2022 E3 (ZTF) ist ein Komet, der Anfang 2023 von der Nordhalbkugel mit dem bloßen Auge beobachtet werden konnte.

## Entdeckung und Beobachtung
In der Morgendämmerung des 2. März 2022 (Ortszeit) wurde mit dem 1,2-m-Oschin-Schmidt-Teleskop der Zwicky Transient Facility (ZTF) am Palomar-Observatorium in Kalifornien ein Objekt mit einer Helligkeit von etwa 17 mag entdeckt, das zunächst für einen erdnahen Asteroiden gehalten wurde. Am folgenden Tag konnte aber bereits mit einem ferngesteuerten Teleskop am iTelescope Observatory in New Mexico kometarische Aktivität in Gestalt einer Koma festgestellt werden, so dass das Objekt seine kometentypische Bezeichnung erhielt. Nachträglich konnte der Komet bereits auf Aufnahmen von Pan-STARRS 1 auf Hawaiʻi vom 10. Juli 2021 bei einer Helligkeit von 23 mag nachgewiesen werden. Auch mit der ZTF war er bereits unbemerkt im Oktober und November 2021 bei etwa 20 mag beobachtet worden. Zum Zeitpunkt seiner Entdeckung war der Komet noch etwa 4,3 AE von der Sonne und 4,9 AE von der Erde entfernt.

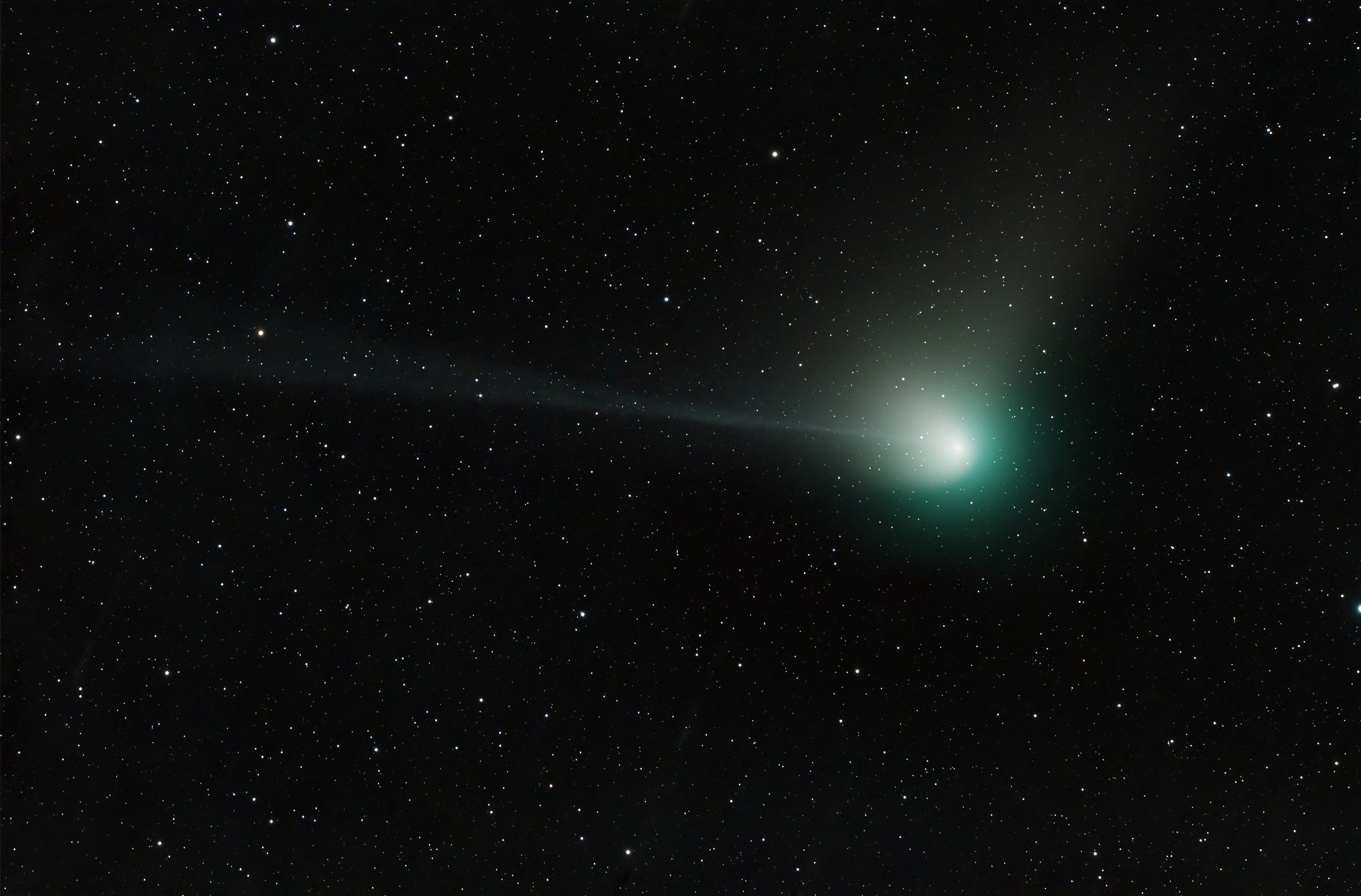
Komet ZTF am 1. Februar 2023 mit deutlichem Gasschweif und nur frontal sichtbarem Staubschweif

Kurz nach seiner Entdeckung wurde erwartet, dass er Anfang Februar 2023 eine Helligkeit von 6 mag erreichen würde, so dass er dann bei guten Sichtbedingungen gerade noch mit bloßem Auge gesehen werden könnte. Bis zum Jahreswechsel 2022/23 war die Helligkeit bereits bis auf ungefähr 7,5 mag angestiegen. Ab etwa Mitte Januar 2023 war der Komet für Beobachter auf der Nordhalbkugel zirkumpolar und konnte damit während der ganzen Nacht mit optischen Hilfsmitteln beobachtet werden. Nachdem er am 30. Januar in einem Winkelabstand von 10° am Polarstern vorbeigezogen war, bewegte er sich am Himmel rasch südwärts. Während der größten Annäherung an die Erde am 1. Februar 2023 erreichte er sogar eine scheinbare Helligkeit von 4,5 mag. Einige Tage danach und noch bis Anfang März kulminierte er etwa um Mitternacht. Durch seine Position am Himmel nahezu der Sonne gegenüber stehend zeigte der Komet dabei keinen auffälligen und langgestreckten Staubschweif, da dieser während der Annäherung an die Erde stets weitgehend von dieser weg zeigte und nur frontal zu beobachten war. Am 6. Februar 2023 zog der Komet in 1,5° Abstand dicht am Stern Capella vorbei. Danach näherte er sich am 11. Februar erst dem Planeten Mars bis auf etwa 0,9° und am 15. Februar dem Roten Riesen Aldebaran bis auf etwa 1,5° Winkelabstand.
Im weiteren Verlauf zog der Komet weiter südwärts und verlor wieder an Helligkeit, die Anfang März nur noch bei etwa 8 mag lag. Etwa ab April 2023 konnte er nicht mehr von der Nordhalbkugel gesehen werden. Die letzte Beobachtung erfolgte am 12. Januar 2024 mit einem Teleskop des Asteroid Terrestrial-impact Last Alert System (ATLAS) in Südafrika bei einer Helligkeit von etwa 19–20 mag.

## Mediale Präsentation
In vielen populär-wissenschaftlichen Berichten wurde der Komet ZTF als der „grüne“ Komet herausgestellt und Hinweise zu seiner Beobachtung gegeben. Diese als außergewöhnlich dargestellte Farbe ist allerdings eine Eigenschaft der meisten Kometen, die aber nur auf fotografischen Aufnahmen deutlicher hervortritt. Das in der Kometenkoma gewöhnlich vorhandene Molekül C2 wird dabei durch die ultraviolette Strahlung der Sonne zum grünen Leuchten angeregt.

## Wissenschaftliche Auswertung
Messungen am 28. August 2022 mit dem TRAPPIST-South-Teleskop in Chile ermöglichten die vorläufige Bestimmung der Produktionsraten von OH und Staub. Nach weiteren Messungen am 17. Oktober 2022 erfolgte die erneute Bestimmung der Produktionsraten der genannten Substanzen und darüber hinaus die von CN und C2. Am 19. Dezember 2022 konnten mit dem TRAPPIST-South- und mit dem TRAPPIST-North-Teleskop in Marokko die Produktionsraten von OH, CN, C2, C3 und Staub bestimmt werden.

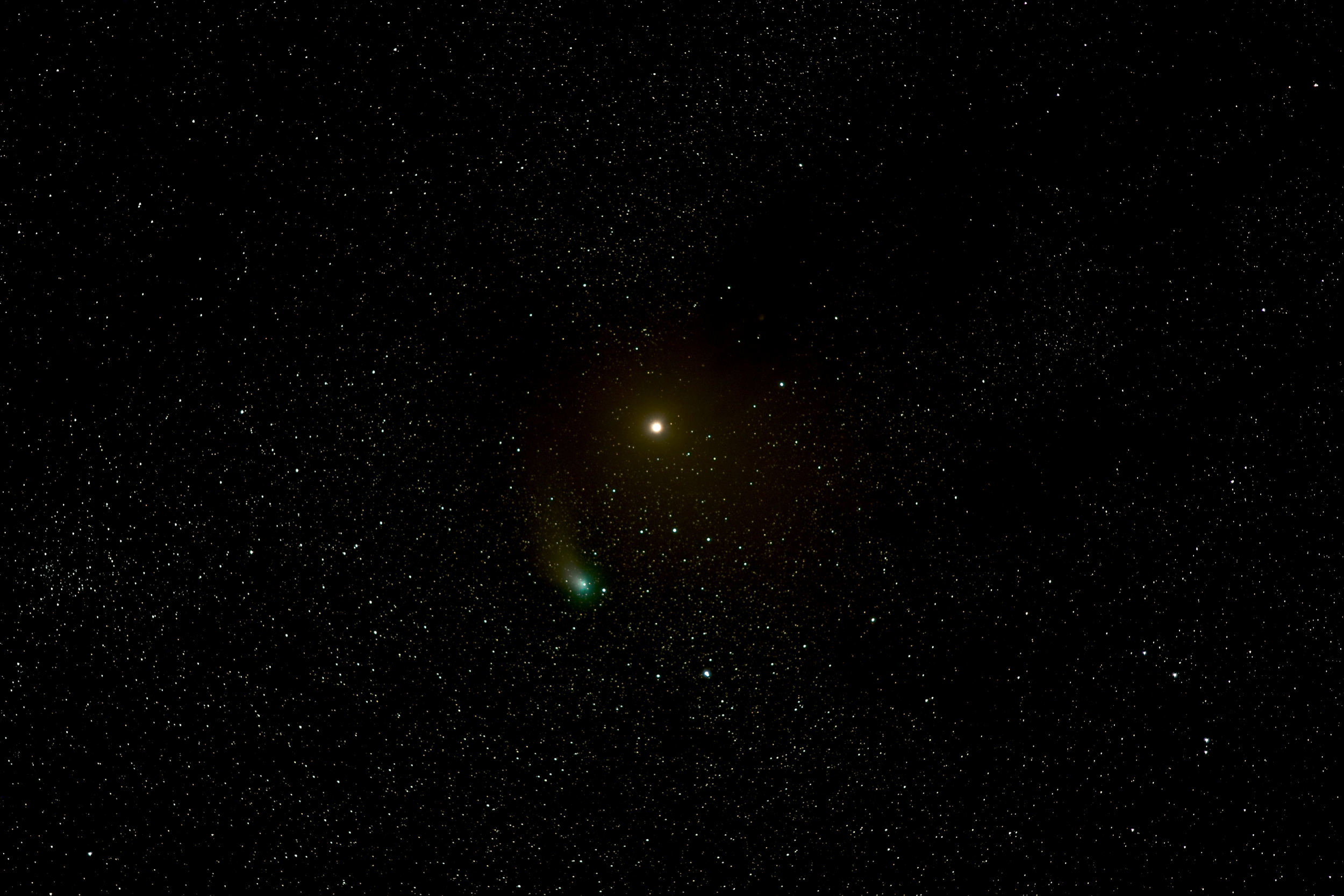
Komet ZTF am 11. Februar 2023 beim Planeten Mars

Beobachtungen im letzten Januardrittel 2023 am 1,1-m-Hall-Teleskop und am 4,3-m-Discovery-Channel-Teleskop des Lowell-Observatoriums in Arizona zeigten im Licht von CN zwei korkenzieherförmige Strahlen, woraus eine Rotationsperiode von etwa 8,7 h abgeleitet wurde. Aufnahmen vom Staub sowie im Licht der Radikale OH und CO+ zeigten abweichende Morphologien und geringe erkennbare Variation. Am 19. und 29. Januar 2023 wurde die Koma des Kometen mit dem Échelle-Spektrographen FLECHAS am 90-cm-Teleskop des Astrophysikalischen Instituts und Universitäts-Sternwarte Jena beobachtet. Im Wellenlängenbereich zwischen 500 und 700 nm wurden im Spektrum des Kometen mehrere Emissionslinien von NH2, C2 und atomarem Sauerstoff nachgewiesen.
Vom 31. Januar bis 17. Februar 2023 wurde Komet ZTF auch mit einem Teleskop der Stazione Astronomica di Sozzago in Italien beobachtet. Aus einer Analyse der Morphologie der inneren Koma konnte hier eine Rotationsperiode des Kerns von etwa 8,49 h abgeleitet werden. Am 10. Februar 2023 wurde der Komet an einem 1,9-m-Teleskop des Observatoire de Haute-Provence in Frankreich spektrographisch im sichtbaren Bereich beobachtet. Es konnten die Emissionslinien von C2, NH2 und CN festgestellt und die Produktionsraten von C2 und Staub bestimmt werden.
Nach der Renovierung des 185 Jahre alten Trivandrum Observatory der University of Kerala in Indien bot der Komet ZTF eine günstige Gelegenheit, die neuen Teleskope in Betrieb zu nehmen. Aufnahmen vom 13. bis 16. Februar 2023 zeigten eine auffällige Abnahme der scheinbaren Größe von Kopf und Schweif des Kometen.
Eine nachträgliche Auswertung der Beobachtungsdaten der ZTF aus fünf Zeitabschnitten zwischen dem 13. Juli und dem 10. Oktober 2022 ergab u. a. folgende Ergebnisse:

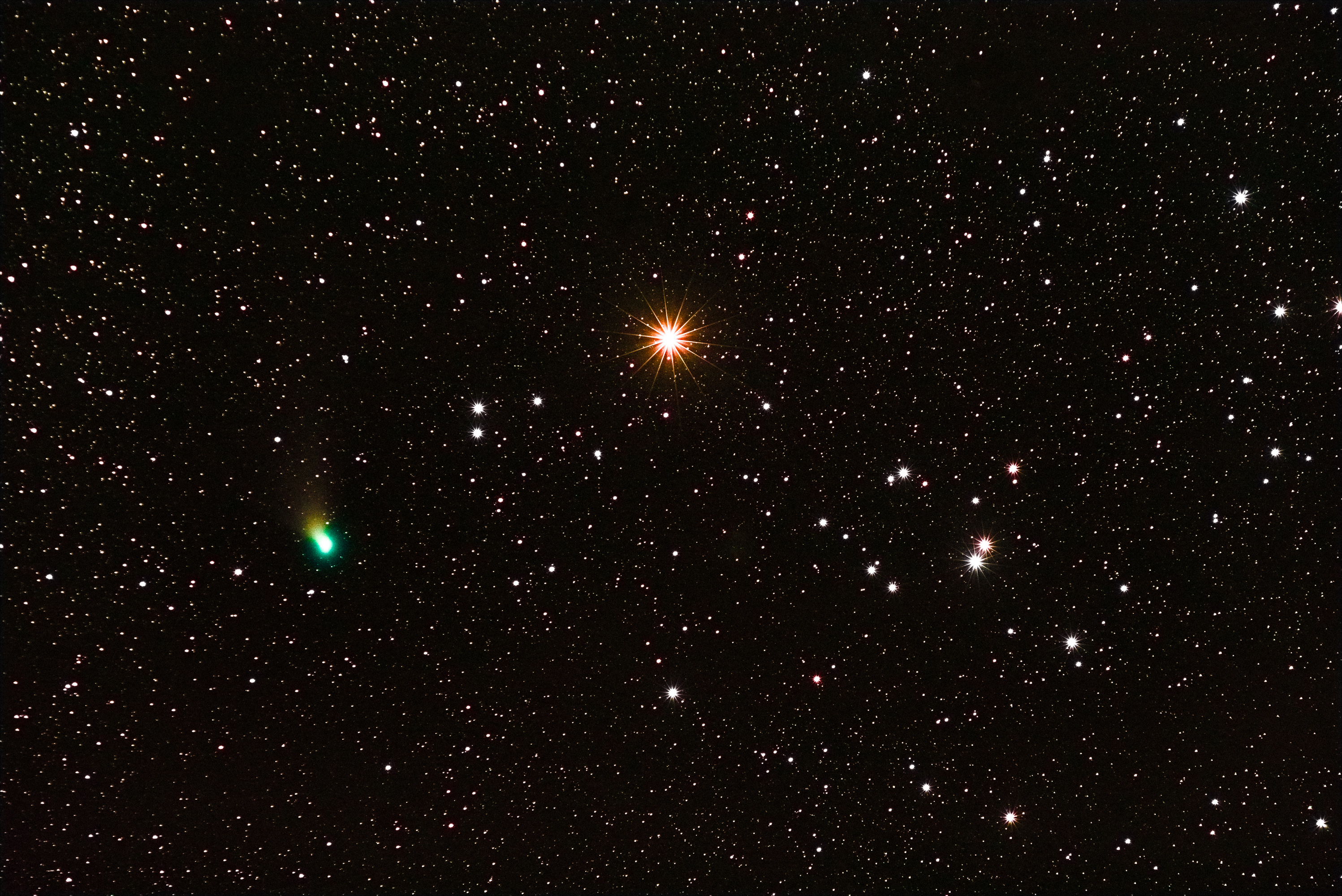
Komet ZTF am 15. Februar 2023 bei Aldebaran

- Der Schweif ist zu großen Anteilen aus Partikeln größer als 10 µm gebildet. In der Nähe des Kerns sind große Partikel mit Radien zwischen 0,1 und 1 mm zu finden. Partikel mit 0,1 mm Größe wurden mit einer Geschwindigkeit von etwa 9 m/s ausgestoßen.
- Für den Radius des Kerns wurde mit einer angenommenen Albedo von 0,1 ein Wert zwischen 0,8 und 2,8 km abgeschätzt. Die Staubproduktionsraten stiegen kontinuierlich von 241 im Juli auf 476 kg/s im Oktober 2022.
- Die geschätzte Produktionsrate von Wasser betrug im Oktober etwa 370 kg/s. Dafür ist eine Oberfläche erforderlich, die ebenfalls einer Kugel mit einem Radius von mindestens etwa 0,8 km entspricht.
- Innerhalb des beobachteten Entfernungsbereichs von etwa 3,4 bis 1,7 AE Sonnenabstand ähnelte die Helligkeitsentwicklung des Kometen derjenigen von kurzperiodischen Kometen. Darüber hinaus sind die Werte der Staubproduktionsraten niedriger als die von Kometen mit langer Periode, stimmen aber gut mit denen von Kometen mit kurzer Periode überein.[13]

Auch eine Analyse der Beobachtungsdaten des 1,2-m-Teleskops der ZTF, des 1,5-m- und des 5-m-Hale-Teleskops, alle am Palomar-Observatorium, sowie des 3-m-Teleskops der Infrared Telescope Facility (IRTF) auf Hawaiʻi aus dem Zeitraum von der Entdeckung bis zum März 2023 ermöglichte eine genaue Bestimmung der Morphologie der Koma, des Spektrums und der Farbe im sichtbaren und infraroten Bereich sowie der Produktionsraten von CN, C3, C2 und Staub. Hier wurde ebenfalls gefunden, dass obwohl die Bahnelemente des Kometen ihn als langperiodischen Kometen klassifizieren, sein Aktivitätsprofil im beobachteten Entfernungsbereich von der Sonne eher mit dem von kurzperiodischen Kometen übereinstimmt. Diese Untersuchungsergebnisse könnten wichtig sein für die zukünftige Planung von Projekten zur Entsendung von Raumsonden wie Comet Interceptor zu Kometen.

## Umlaufbahn
Für den Kometen konnte aus 5324 Beobachtungsdaten über einen Zeitraum von fast 2 ¼ Jahren Bahnelemente einer temporär hyperbolischen Umlaufbahn bestimmt werden, die um rund 109° gegen die Ekliptik geneigt ist. Die Bahn des Kometen verläuft damit steil angestellt zu den Bahnebenen der Planeten und er durchläuft seine Bahn gegenläufig (retrograd) zu ihnen. Im sonnennächsten Punkt (Perihel), den er am 12. Januar 2023 durchlaufen hat, war er etwa 166,4 Mio. km von der Sonne entfernt und befand sich damit noch etwas außerhalb des Bereichs der Umlaufbahn der Erde.
Während seiner Passage des inneren Sonnensystems hat der Komet eine Anzahl von relativ nahen Vorbeigängen an den Planeten und Kleinplaneten erfahren:
| Datum            | Planet     | Minimaler Abstand (in AE) |
| ---------------- | ---------- | ------------------------- |
| August 2007      | Neptun     | 10,7                      |
| 29. Mai 2020     | Saturn     | 1,18                      |
| 2. April 2021    | Jupiter    | 3,1                       |
| 1. Februar 2023  | Erde       | 0,28                      |
| 21. Februar 2023 | Mars       | 0,46                      |
| 12. März 2023    | (2) Pallas | 0,83                      |
| 17. Juli 2023    | Jupiter    | 4,9                       |

Die größte Annäherung an die Erde entspricht einer Entfernung von etwa 42,5 Mio. km.
Nach den Bahnelementen, wie sie in der JPL Small-Body Database angegeben sind und die auch nicht-gravitative Kräfte auf den Kometen berücksichtigen, hatte seine Bahn lange vor der Passage des inneren Sonnensystems noch eine Exzentrizität von etwa 0,99920 und eine Große Halbachse von etwa 1390 AE, so dass seine Umlaufzeit bei etwa 52.000 Jahren lag. Durch die Anziehungskraft der Planeten, insbesondere durch die Annäherungen an die großen Planeten sowie durch Ausgasungseffekte in Sonnennähe wird seine Bahnexzentrizität auf etwa 0,999987 und seine Große Halbachse auf etwa 87.000 AE vergrößert, so dass sich seine Umlaufzeit auf etwa 26 Mio. Jahre erhöht. Der Komet wird demnach bis in die Außenbereiche der Oortschen Wolke vordringen und während dieser langen Zeiträume auch der Gravitation vorbeiziehender Sterne oder galaktischer Gezeiten unterliegen, die seine zukünftige Bahn nicht vorhersagbar beeinflussen dürften.